# Sphaerolana karenae
Sphaerolana karenae е вид ракообразно от семейство Cirolanidae. Видът е уязвим и сериозно застрашен от изчезване.

## Разпространение и местообитание
Разпространен е в Мексико.
Среща се на дълбочина около 20 m.